# Peter Sehr
Peter Sehr (* 10. Juni 1951 in Bad König, Hessen; † 8. Mai 2013 in München) war ein deutscher Filmregisseur und wichtiger Vertreter des deutschen Autorenfilms.

## Leben
Nach dem Abitur am Gymnasium Michelstadt studierte Peter Sehr von 1970 bis 1974 Physik und Chemie an der ETH Zürich. In seiner Diplomarbeit beschäftigte er sich unter der Leitung von Kurt Wüthrich (Nobelpreis für Chemie 2002) mit dem Einsatz der Kernspinresonanzspektroskopie in biologischen Systemen. Nach Erhalt seines Diploms bereiste er für ein Jahr Südamerika.
Von 1975 bis 1979 promovierte er in Biophysik am Merton College der University of Oxford. Das Thema seiner Doktorarbeit in der Gruppe von George Radda war der Einsatz der heute bei der Kernspintomographie verwendeten Magnetresonanz. Während seiner Zeit in Oxford leitete er die University Film Society und drehte seine ersten Kurzfilme He May Have Cut His Throat, To Shoot a Bicycle und A Group of People.
1980 ging Sehr nach Paris und beschäftigte sich als Research Fellow am Institut Curie weitere zwei Jahre mit der Biophysik. Parallel zur Forschungstätigkeit begann er als Regieassistent zu arbeiten.
1988 gründete Sehr mit seiner Frau Marie Noëlle in München die P’Artisan Filmproduktion GmbH. Sein erster Spielfilm Und nicht ein Tohuwabohu, eine fiktive Dokumentation, entstand im gleichen Jahr. 1991 folgte der Film Das serbische Mädchen, der für den Bundesfilmpreis als „Bester Film“ nominiert wurde und mehrere Preise bei ausländischen Festivals erhielt.
Sehrs Spielfilm Kaspar Hauser – Verbrechen am Seelenleben eines Menschen (1993) wurde beim Bundesfilmpreis mit drei Filmbändern in Gold ausgezeichnet (Bester Film, Beste Regie, Bester Hauptdarsteller) und gewann mehrere internationale Filmpreise. Sein nächster Film Obsession (1997), eine deutsch-französische Koproduktion, wurde in Berlin, Frankreich und an den Niagarafällen gedreht. Auch dieser Film wurde für den Bundesfilmpreis als „Bester Film“ nominiert und zum Sundance Festival eingeladen. Love The Hard Way (2001) wurde in New York gedreht und von Sehr auch koproduziert. Der Film erhielt in Locarno 2001 den Silbernen Leoparden; Sehr bekam den Bayerischen Filmpreis für „Beste Regie“ (2002).
2002 produzierte Sehr in Auschwitz und Paris den Film Birkenau und Rosenfeld von Marceline Loridan-Ivens, die dafür beim Filmfest München den Friedenspreis des Deutschen Films – Die Brücke erhielt. 2008 erhielten Sehr und Marie Noëlle dieselbe Auszeichnung für die ihre gemeinsame Regie bei der deutsch-spanisch-französischen Koproduktion Die Frau des Anarchisten, die den Weg einer jungen Frau (gespielt von María Valverde) während des Spanischen Bürgerkriegs, des Zweiten Weltkriegs und der Diktatur Francos nachzeichnet.
1989 begann Sehr an der Hochschule für Fernsehen und Film München zu unterrichten und 1998 an der Filmakademie Baden-Württemberg in Ludwigsburg. Seit Herbst 2001 leitete Sehr zusammen mit Jan Schütte den deutschen Zweig der gemeinsamen Masterclass junger europäischer Produzenten von Filmakademie Baden-Württemberg und La fémis. Außerdem leitete er seit 2001 gemeinsam mit seiner Frau, dem Filmverleiher Christoph Ott und der Regisseurin Dagmar Hirtz das Arri-Kino in München, das Mitglied bei Europa Cinemas ist.
2002 rief Sehr mit Daniel Toscan du Plantier, Brigitte Sauzay und Margaret Ménégoz den Verein Das Deutsch-Französische Filmtreffen ins Leben, dessen Ziel es ist, die Zusammenarbeit beider Filmindustrien und den Austausch von Filmen zwischen beiden Ländern zu verstärken. Peter Sehr war dort zuletzt Vizepräsident.
Sehr gehörte 2003 zu den Gründungsmitgliedern der Deutschen Filmakademie. Er war außerdem Mitglied der Deutsch-Französischen und der Europäischen Filmakademie sowie Chevalier de l’ordre des Arts et des Lettres. Er lebte in München-Schwabing und Paris.
Seit Jahren schrieb Sehr gemeinsam mit Hans Magnus Enzensberger am Drehbuch eines Films über Georg Christoph Lichtenberg.
Sehrs letzter Spielfilm als Drehbuchautor und Regisseur war ein Film über Ludwig II. von Bayern. Ludwig II. lief 2012 in deutschen Kinos an.
Peter Sehr starb am 8. Mai 2013 an den Folgen eines Glioblastoms.

## Filmografie
- 1991: Das serbische Mädchen
- 1993: Kaspar Hauser
- 1997: Obsession
- 2001: Love the Hard Way
- 2008: Die Frau des Anarchisten (gemeinsam mit Marie Noëlle)
- 2012: Ludwig II. (gemeinsam mit Marie Noëlle)[4]